# Telmatobius ignavus
Telmatobius ignavus är en groddjursart som beskrevs av Barbour och Noble 1920. Telmatobius ignavus ingår i släktet Telmatobius och familjen Ceratophryidae. IUCN kategoriserar arten globalt som starkt hotad. Inga underarter finns listade i Catalogue of Life.